# Sens du bétail
Le sens du bétail (ou sens du troupeau, sens du taureau, en anglais cow sense) est l'aptitude des chiens de berger et des chevaux de travail à diriger le bétail et à anticiper ses réactions. Chez les chevaux, il est commun à certaines races sélectionnées comme les Pure race espagnole et les lusitaniens destinés à la corrida, les Quarter Horses américains, les Criollos et les Camarguais. Chez le cheval, il s'agit d'une habileté psychique naturelle (non enseignée par l'homme) qui lui permet d'anticiper les déplacements des bovins, par exemple lors des compétitions de cutting.